# Gunfight at the O.K. Corral (film)
Gunfight at the O.K. Corral is een Amerikaanse western uit 1957 onder regie van John Sturges.

## Verhaal
Sheriff Wyatt Earp  helpt de crimineel Doc Holiday te ontsnappen van een menigte die hem wil doden. Doc besluit Wyatt te volgen naar Dodge City, waar hij deze keer het leven van Wyatt weet te redden. Zo worden ze vrienden. Wanneer Wyatt Earp naar Tombstone wordt gestuurd om zijn broers te helpen, besluit Doc Holiday met hem mee te gaan. Dat leidt tot een groot vuurgevecht.

## Rolverdeling
| Acteur          | Personage       |
| --------------- | --------------- |
| Burt Lancaster  | Wyatt Earp      |
| Kirk Douglas    | Doc Holliday    |
| Rhonda Fleming  | Laura Denbow    |
| Jo Van Fleet    | Kate Fisher     |
| John Ireland    | Johnny Ringo    |
| Lyle Bettger    | Ike Clanton     |
| Frank Faylen    | Cotton Wilson   |
| Earl Holliman   | Charles Bassett |
| Ted de Corsia   | Shanghai Pierce |
| Dennis Hopper   | Billy Clanton   |
| Whit Bissell    | John P. Clum    |
| George Mathews  | John Shanssey   |
| John Hudson     | Virgil Earp     |
| DeForest Kelley | Morgan Earp     |
| Martin Milner   | James Earp      |